# Tobias Norlind
Tobias Johan Henrik Norlind (* 6. Mai 1879 in Vellinge; † 13. August 1947 in Stockholm) war ein schwedischer Musikhistoriker, Museumsdirektor und Autor.

## Leben
Tobias Norlind wurde als Sohn des Pfarrers Lars Christenson und seiner Frau Johanna Norlind geboren in Vellinge, einer Gemeinde in der südschwedischen Provinz Schonen (Skåne). Er, wie auch seine vier Geschwister, trug den markanteren Namen seiner Mutter. Nach der Schulzeit und Reifeprüfung an der privaten Elementarschule in Lund begann er ab 1897 an der dortigen Universität ein Studium in praktischer und theoretischer Musik. Nach einem Semester ging er nach Deutschland, um dort die Studien an verschiedenen Universitäten fortzusetzen.
Zunächst war er zu Ostern 1898 in Leipzig, um sich dort am Musikkonservatorium im Klavierspiel ausbilden zu lassen. Im Herbst 1898 wechselte er nach München, wo er bei Ludwig Thuille Kompositionslehre und bei Adolf Sandberger Musikhistorik (Instrumentalmusik des 15. und 16. Jahrhunderts) belegte. 1899 bis 1900 war er in Berlin, wo er bei Oskar Fleischer, Professor für Musikwissenschaft an der Friedrich-Wilhelms-Universität Berlin Unterricht nahm. Seine weiteren Lehrer waren dort u. a. Max Friedlaender, Carl Stumpf und Johannes Wolf. Schon für seine eigenen Forschungen hatte er zwischen März und Juli 1899 Bibliotheksstudien in Paris und London genutzt. Während er sich bereits zum Musikwissenschaftler etablierte, suchte er nun einen schwedischen Hochschulabschluss. Nach Schweden zurückgekehrt, war er 1900/01 in Uppsala und dann ab 1902 erneut in Lund. Hier beendete er sein Studium 1903 mit dem Bachelor-Examen in Ästhetik der Literatur- und Kunstgeschichte.
Die nächsten Jahre war Norlind als Lehrer und Leiter an verschiedenen Volkshochschulen (folkhögskola) tätig, so etwa in Sjögestad, Hemse, Högalid, Tomelilla 1907–1912, hier Rektor 1912–1914, Rektor in Östra Grevie 1914–1917 und 1919–1931 in Stockholm. 1908 forderte Ewert Wrangel (1863–1940), Professor für Literatur- und Kunsthistorik in Lund, Norlind auf, einen bereits aus Norlinds Hand in deutscher Sprache erschienenen wissenschaftlichen Artikel über Piae Cantiones zu einer Dissertation auszubauen. 1909 wurde er Dr. phil. mit der Schrift: Latinska skolsånger i Sverige och Finland (Lateinische Schulgesänge in Schweden und Finnland).
Bereits seit seiner Rückkehr nach Lund und bis 1914 war Norlind Sekretär der schwedischen Sektion der Internationalen Musikgesellschaft, die 1899 von Oskar Fleischer in Berlin gegründet worden war. Er war nebenher der Redakteur von deren Publikationsorganen Sammelbände bzw. Zeitschrift der Internationalen Musikgesellschaft. Er war Gründer und von 1919 bis 1926 Präsident der schwedischen Gesellschaft für Musikforschung (Svenska samfundet för musikforskning), dem Nachfolger der aufgelösten Int. Musikgesellschaft.
1919 wurde er neben seiner Lehrtätigkeit an Stockholmer Schulen Dozent für Musikgeschichte am Konservatorium, der Musikhochschule der Königlich Schwedischen Musikakademie (Kungliga Musikaliska Akademien). Neben diesen Tätigkeiten war er auch der Direktor des Stockholmer Musikhistorischen Museums (Musikhistoriska museet). Norlind war seit 1919 Mitglied der Akademie und Inhaber der Medaille für Musikförderung (Medaljen för tonkonstens främjande).
Tobias Norlind war seit 1904 verheiratet mit Anna Elina Lindh (1873–1951). Er starb nach kurzer Krankheit 1947 in Stockholm.
Tobias Norlinds Geschwister wurden zum Teil ebenfalls bekannt: Sein älterer Bruder Ernst Norlind (1877–1952) als Maler und Autor; der jüngere Bruder Arnold Norlind (1883–1929) als Geograph, Autor und Übersetzer. Die weiteren Geschwister waren die ältere Schwester Laura Concordia Norlind (1875–1960) und der jüngste Bruder Josef Yngve Valentin Norlind (1887–1976).

## Werke (Auswahl)
- 1899 Suiten före Bach
- 1899 Die Musikgeschichte Schwedens in den Jahren 1630–1730 In: Sammelbände der Internationalen Musikgesellschaft, Jahrg 1, Leipzig 1899–1900
- 1900 Schwedische Schullieder im Mittelalter und in der Reformationszeit In: Sammelbände […], 2, 1900–1901
- 1906 Melodier till svenska folkvisor ock folkdanser, upptecknade före år 1800
- 1909 Latinska skolsånger i Sverige och Finland
- 1912 Svenska allmogens Lif i folksled, folktro och folkdiktning
- 1918 Svensk musikhistoria
- 1924 Beethoven och hans tid
- 1928 Konzert- und Opernlexikon (Hrsg.)
- 1930 Svensk folkmusik och folkdans
- 1936–1939 Systematik der Saiteninstrumente (Hrsg.) 1–2. 1936–39. (Musikhistorisches Museum, Stockholm.)
1. Geschichte der Zither. Stockholm 1936.
2. Geschichte des Klaviers. Hannover und Stockholm 1939.